# Cymbidium teretipetiolatum
Cymbidium teretipetiolatum är en orkidéart som beskrevs av Zhong Jian Liu och Sing Chi Chen. Cymbidium teretipetiolatum ingår i släktet Cymbidium, och familjen orkidéer. Inga underarter finns listade i Catalogue of Life.